# Ussia

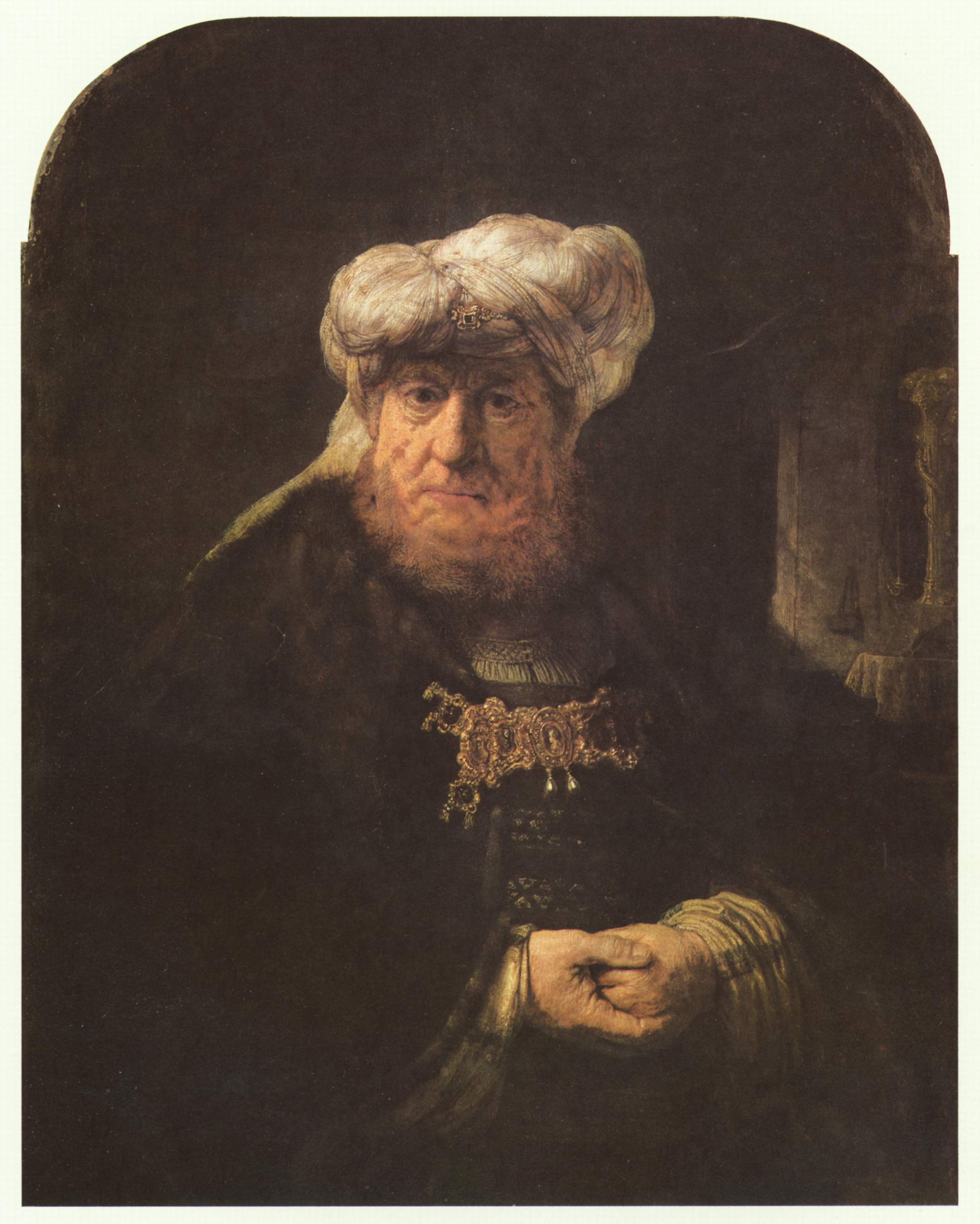
Målning av Rembrandt föreställande kung Ussia.

Ussia (även kallad Asarja) var kung i Juda rike från ca 811 f.Kr. till 759 f.Kr. Han tillträdde som kung efter sin far Amasja när han blev 16 år. Han var dock bara ca 4 år gammal när hans far dog i Jerobeam II:s femtonde regeringsår och Juda rike var under drygt ett årtionde utan kung till dess att Ussia (Asarja) besteg tronen i Jerobeam II:s tjugosjunde regeringsår. Ussia efterträddes efter 52 år på tronen av sin son Jotam.